# Jan Pogan
Jan Pogan (ur. 7 lutego 1899 w Sułoszowej, zm. w 1919 pod Baranowiczami) – plutonowy Wojska Polskiego, działacz niepodległościowy, kawaler Orderu Virtuti Militari.

## Życiorys
Urodził się 7 lutego 1899 w Sułoszowej, w ówczesnym powiecie olkuskim guberni kieleckiej, w rodzinie Feliksa i Marii (Marianny) z domu Zębala. Uczęszczał do gimnazjum w Olkuszu, gdzie należał do Związku Strzeleckiego.
W sierpniu 1914 wstąpił do Legionów Polskich i został przydzielony do 1 pułku piechoty. Od września 1915 służył w 10. kompanii 6 pułku piechoty, z którym walczył podczas I wojny światowej. Major Wilhelm Orlik-Rückemann we wniosku na odznaczenie Orderem Virtuti Militari napisał: „dnia 27 października 1915 w czasie walki o Kamieniuchę kompania 10/6 pp Leg. Pol. poniosła bardzo ciężkie straty, gdyż musiała atakować w dzień umocnioną pozycję i podchodzić pod silnym ogniem nieprzyjacielskich karabinów maszynowych i artylerii w odkrytym terenie. Między innymi padł żołnierz niosący karabin maszynowy. Gdy zauważono brak karabinu maszynowego wysłano dwóch żołnierzy na poszukiwanie, jednak po przejściu kilkudziesięciu kroków zostali ranni. Wówczas zgłosił się na ochotnika szeregowiec Jan Pogan i mimo bardzo gęstego ognia dotarł na miejsce wypadku i przyniósł karabin maszynowy. Śmiałym tym czynem, narażając swe życie, umożliwił szer. Pogan użycie broni automatycznej, zdobycie pozycji i utrzymanie jej”.
Po kryzysie przysięgowym w 1917 pracował w Polskiej Organizacji Wojskowej. Od listopada 1918 w szeregach odrodzonego Wojska Polskiego, został przydzielony do 4 pułku piechoty z którym walczył podczas wojny polsko-bolszewickiej. Poległ w 1919 pod Baranowiczami. Był kawalerem, nie miał dzieci.

## Ordery i odznaczenia
- Krzyż Srebrny Orderu Wojskowego Virtuti Militari nr 6451 – 17 maja 1922[8][3][9][10][11]
- Krzyż Niepodległości – pośmiertnie 6 czerwca 1931 „za pracę w dziele odzyskania niepodległości”[12][2][13][3]
- Krzyż Walecznych dwukrotnie – 1922 „za udział w b. Legionach Polskich”[14][15]
- Krzyż Pamiątkowy 6 pułku piechoty Legionów Polskich[16]
- Srebrny Medal Waleczności 1 klasy[7][17][18]